# 田納西大學
田納西大學諾克斯維爾分校（University of Tennessee, Knoxville），通称田纳西大学（University of Tennessee） ，是位于美国田纳西州诺克斯维尔的一所公立大学，為田納西大學系统的旗舰校区。擁有11個研究所及10個大學科系，學生人數约28000名。田纳西大學系统另有查塔努加、馬丁、孟菲斯、塔拉霍馬等分校。

## 学术
田纳西大学的附屬機構還有霍華貝克公共事務研究中心，人類學研究中心及植物園。其中臨近橡樹嶺的田納西大學植物園佔地250畝（1.0平方公里），擁有上百種該區特有原生植物。田納西大學醫學中心也是田納西州東部兩所一級外傷中心的其中一間，以侵入式醫療研究而聞名，大部份從位於孟菲斯的田納西大學健康醫學院畢業學生都服務於醫學中心。

## 知名人物
- 阿里·阿布·拉吉卜, 约旦前总理
- 高民環，全球最大GPS生产商Garmin公司创始人、董事長與執行長，美国工程院院士
- 蔡秉燚，N95口罩发明者
- 詹姆斯·M·布坎南，1986年诺贝尔经济学奖获得者
- 贾斯廷·加特林，短跑运动员
- 培頓·曼寧，美式足球运动员
- 蔡同榮，臺灣的政治人物、曾任立法委員。
- 吳妍華，台灣生物化學家，曾任國立陽明大學校長，國立交通大學首位女性校長。
- 维克多·艾什，美国驻波兰大使，诺克斯维尔市长(1987-2003)
- 霍华德·贝克，美国驻日大使，白宮幕僚長，参议员
- 鮑伯·寇爾克，田纳西州参议员
- Samuel E. Beall, III，Ruby Tuesday创始人。
- 李虎生，电子工程专家。
- 坎达丝·帕克，2008年WNBA选秀状元。

## 相关学校
- 田纳西大学查塔努加分校

## 外部鏈接
- . . 1914 （英语）. 已忽略未知参数|HIDE_PARAMETER4= (帮助); 已忽略未知参数|HIDE_PARAMETER5= (帮助); 已忽略未知参数|HIDE_PARAMETER7= (帮助); 已忽略未知参数|HIDE_PARAMETER6= (帮助)
- . . 1921.